# خع‌مررنبتی دوم
خع‌مررنبتی دوم (انگلیسی: Khamerernebty II) یک ملکه همسر در مصر باستان در دوران حکمرانی دودمان چهارم مصر بود. او دختر فرعون خفرع و ملکه خع‌مررنبتی یکم بود که با برادرش منکورع ازدواج کرد.
گفته می‌شود که خع‌مررنبتی دوم دختر خع‌مررنبتی یکم در مقبره‌اش است. گمان می‌رود خع‌مررنبتی یکم بر اساس کتیبه‌ای خرد بر روی یک چاقوی سنگ چخماقی در معبد مردگان منکورع شناخته شده و از این رو همسر فرعون خفرع باشد. این نشان می‌دهد که خع‌مررنبتی دوم، دخترفرعون خفرع و ملکه خع‌مررنبتی یکم بود.
خع‌مررنبتی دوم مادر شاهزاده خوئن‌رع بود که گمان می‌رود پسر منکورع باشد. این نشان می‌دهد که خع‌مررنبتی دوم باید با برادرش منکورع ازدواج کرده باشد.

## برای مطالعهٔ بیشتر
- Callender, Vivienne G. and Peter Jánosi. "The Tomb of Queen Khamerernebty II at Giza." Mitteilungen des Deutschen Archäologischen Instituts, Abteilung Kairo 53 (1997)